# زوران دوردفيتش
زوران دوردفيتش (السيريلية الصربية: Зоран Ђорђевић؛ ولد 13 فبراير 1952 في قرية فيليكي يوفانوفاتش قرب بيروت الواقعتين في صربيا بجمهورية يوغوسلافيا الاتحادية الاشتراكية) مدرب كرة قدم صربي.
كان دوردفيتش في عام 2013 موضوع فيلم وثائقي بعنوان زوران ونموره الأفريقية.

## السيرة
كان دوردفيتش مدرب منتخب بنغلاديش لكرة القدم الذين أصبح بطل ألعاب جنوب آسيا في 2010. قاد بنغلاديش إلى أول ميدالية ذهبية لها في أحد عشر عام في هذه المسابقة واستطاع تحقيق رقمين قياسيين وهما: الفوز 4-0 على منتخب أفغانستان لكرة القدم وهو أكبر هامش فوز في المباراة النهائية في ستة وعشرين عام من تاريخ هذه المسابقة وأصبح بطل بدون تسجيل أي هدف عليه في البطولة. قبل ذلك كان مدرب نادي تشرتشل براذرز في الدوري الهندي للمحترفين. دوردفيتش أول مدرب أجنبي يتوج ببطولة الدوري الهندي وذلك في موسم 2008-09 وهو أيضا أول لقب دوري وطني في تاريخ النادي بعدما حل وصيفا في 4 مناسبات سابقة. كما أنه أول أجنبي يحصل على جائزة أفضل مدرب للعام من اتحاد الهند لكرة القدم. أرسل رئيس الاتحاد الدولي لكرة القدم جوزيف بلاتر رسالة تهنئة إلى دوردفيتش على هذا الإنجاز. بالإضافة إلى ذلك قاد النادي إلى الفوز بلقب ولاية غوا وتأهل إلى دوري أبطال آسيا للمرة الأولى.

## المنتخبات الوطنية
مدرب منتخب بنغلاديش لكرة القدم في دورة ألعاب جنوب آسيا 2010 - المركز الأول
(5 مباريات، 5 انتصارات، 0 تعادلات، 0 خسائر، سجل 13 هدف، عليه 0 أهداف، 0 بطاقة حمراء)
مباريات المجموعة: بنغلاديش 3-0 نيبال، بنغلادش 4-0 بوتان، بنغلاديش 1-0 جزر المالديف
نصف النهائي: بنغلاديش 1-0 الهند
النهائي: بنغلاديش 4-0 أفغانستان
رقم قياسي بالفوز 4-0 في المباراة النهائية للمسابقة - أول ميدالية ذهبية لبنغلاديش بعد أحد عشر عام
أول منتخب يصبح البطل من دون تسجيل أي هدف عليه في تاريخ البطولة البالغ ستة وعشرين سنة
مدرب منتخب السودان لكرة القدم في تصفيات كأس العالم لكرة القدم 2002 (أفريقيا)
الدور التمهيدي: (الأرض) السودان 1-0 موزمبيق، (الخارج) موزامبيق 2-1 السودان (2-2 تأهل السودان بحكم قاعدة الأهداف خارج الملعب إلى الدور الأول لتوقعه القرعة في المجموعة الثانية مع نيجيريا وغانا وليبيريا وسيراليون).
مدرب منتخب اليمن لكرة القدم في تصفيات كأس أمم آسيا لكرة القدم 2000
(أفضل النتائج: اليمن 3-0 نيبال، اليمن 11-2 بوتان)
عين دوردفيتش مدرب منتخب الفلبين الأولمبي في يناير 2012.

## تدريب الأندية
2008-09: تشرتشل براذرز
- أول مدرب أجنبي يفوز بالدوري الهندي.
- أول أجنبي يحصل على جائزة مدرب العام في الهند.
- تلقى رسالة تهنئة من رئيس الاتحاد الدولي لكرة القدم جوزيف بلاتر لهذا الإنجاز الفريد.
- التأهل لدوري أبطال آسيا لأول مرة في تاريخ النادي.
- بطل دوري غوا.
- نصف نهائي كأس الاتحاد الهندي، نهائي كأس السوبر.
- تشرتشل براذرز 9-1 فاسكو، الفوز الأكبر في تاريخ الدوري الهندي.

في 9 يونيو 2007 وقع دوردفيتش عقد مع نادي ذوب آهن أصفهان الإيراني في بداية موسم 2007-08 بعد رحيل رسول كوربيكاندي الذي استقال من منصبه بسبب ظروف صحية. أقيل في أكتوبر 2007 بعد نتائج غير مرضية. قرر دوردفيتش استبعاد لاعبي الخبرة من التشكيلة الاساسية وتصعيد لاعبين شباب بدلا منهم وأبرزهم الحارس البالغ من العمر سبعة عشر عاما محمد باقر صادقي ومحسن مسلمان البالغ من العمر ستة عشر عاما الذي أصبح أصغر لاعب يسجل هدف وذلك في مرمى نادي بيروزي. أدت الخلافات مع إدارة النادي على اختيار اللاعبين إلى رحيله عن النادي مدعيا أنه يريد بناء فريق بطل حيث أن النادي لم يستطع تحقيق أفضل من المركز الخامس في دوري المحترفين الإيراني. بعد رحيل دوردفيتش فاز نادي ذوب آهن بالكأس الوطني في الموسم التالي وهي البطولة الثانية للنادي في تاريخه في هذه المسابقة بينما حل وصيفا في بطولة الدوري بفارق الأهداف عن الفريق البطل حيث خسر بطولة الدوري في المباراة الأخيرة. الكثير في أصفهان يثني على عمل دوردفيتش ورؤيته بعيدة النظر ومساهمته في اكتشاف العديد من اللاعبين الشباب الموهوبين الذين وصلوا إلى منتخب إيران لكرة القدم. حصل توميسلاف سافيتش مدرب حراس المرمى السابق لنادي أتلتيكو مدريد الإسباني الذي أحضره دوردفيتش إلى النادي الإيراني على جائزة أفضل مدرب حراس مرمى في إيران في موسم 2008-09 ولا يزال مع النادي للموسم الرابع على التوالي.
في 5 فبراير 2007 تم تعيين دوردفيتش مدربا لفريق الدرجة الثانية الإماراتي الرمس. بعد نهاية القسم الأول من موسم 2006-07 فإن الفريق حقق نتائج كارثية أدت إلى احتلاله المركز الأخير في الترتيب برصيد نقطة واحدة فقط ولم يسجل أي فوز (15 مباراة، 0 انتصارات، 1 تعادل، 14 خسارة) مما أدى إلى إقالة المدرب المصري. بعد وصول دوردفيتش في منتصف الموسم استطاع عكس كل التوقعات وتمكن من تنشيط الفريق (5 انتصارات، 2 تعادلات و8 خسائر، 17 نقطة). أهم نتيجة حققها هو الفوز 4-3 على متصدر الترتيب عجمان.

## المدرب زوران ونموره الأفريقية
خلال عام 2012 كان دوردفيتش موضوع فيلم وثائقي للمخرج البريطاني سام بينستيد. الفيلم وثق تدريب دوردفيتش لمنتخب جنوب السودان لكرة القدم في مباراته الدولية الأولى أمام منتخب أوغندا لكرة القدم والتي انتهت بالتعادل 2-2 في كأس سيكافا عام 2012.

## روابط خارجية
- زوران دوردفيتش على موقع قاعدة بيانات كرة القدم.إي يو (الإنجليزية)